# Клетки Лугаро
Клетки Лугаро — главные сенсорные интернейроны мозжечка, выполняющие тормозную функцию. Это нейроны веретенообразной формы, сужающиеся к концам. Впервые они были описаны Эрнестом Лугаро в начале 20-го века. Клетки Лугаро находятся непосредственно под слоем клеток Пуркинье — между наружным и зернистым слоями. Из противоположных полюсов их тел выходят основные дендриты большого диаметра. Эти дендриты очень длинные; они проходят вдоль границы слоя клеток Пуркинье и зернистого слоя. В горизонтальной плоскости они, видимо, связаны с от 5 до 15 клетками Пуркинье. Также они могут ощущать стимулы возле клеток Пуркинье, а их дендриты образуют крупную восприимчивую область, которая отслеживает состояние среды рядом с клетками Пуркинье. В то время как их дендриты связываются с клетками Пуркинье, они также получают сигналы от разветвлений аксонов этих клеток, посредством которых, видимо, они выполняют функцию интеграции и отбора информации.

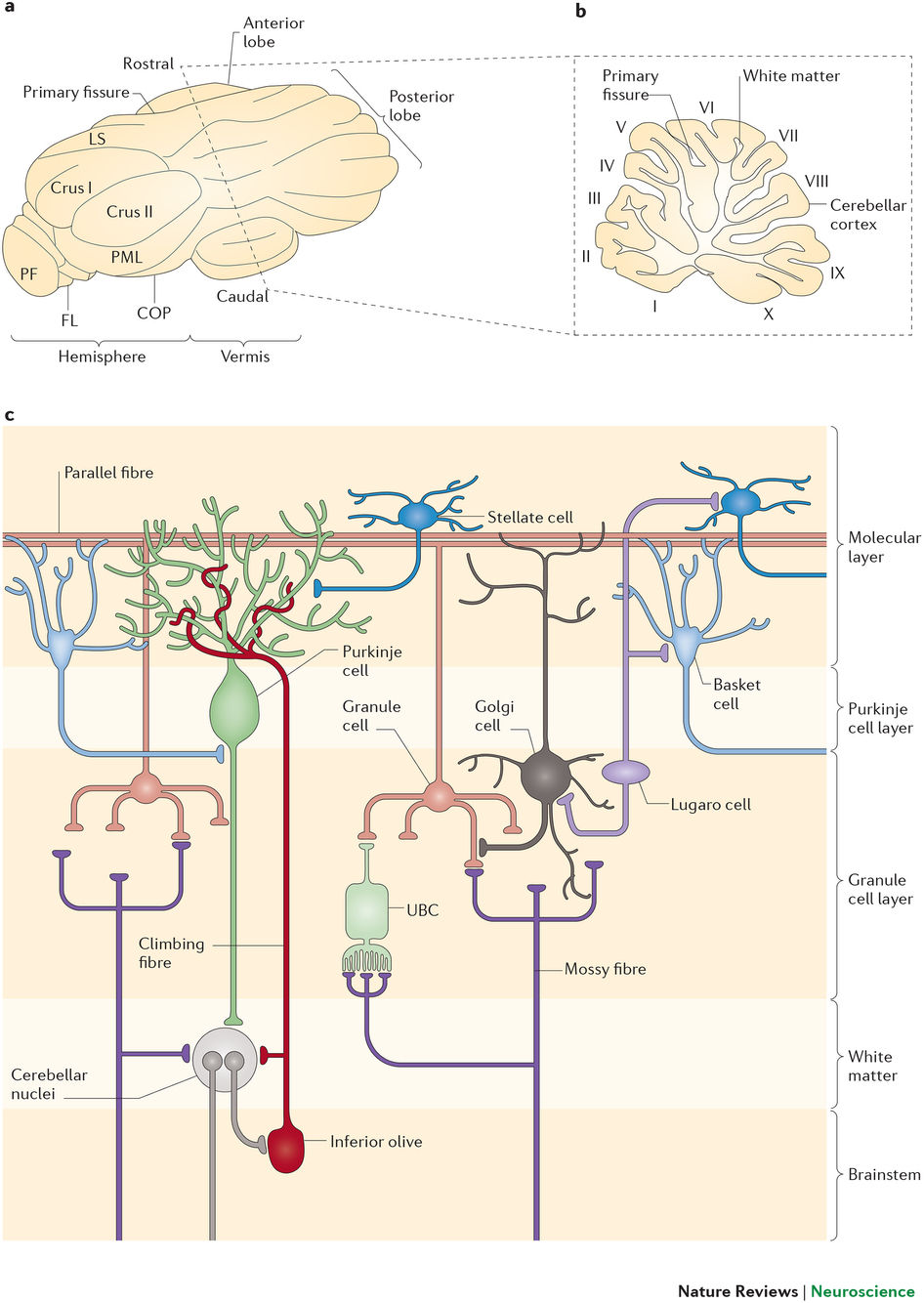
Строение мозжечка

Клетки Лугаро играют важную роль в мозжечке: они связывают множество нейронов, расположенных на всех уровнях его коры. Они принимают и отбирают информацию от ветвей аксонов клеток Пуркинье и передают её клеткам зернистого и наружного слоя мозжечка. Аксоны клеток Лугаро имеют связи только с тормозными интернейронами, такими как корзинчатые, звёздчатые нейроны и клетки Гольджи. Аксоны, идущие параллельно границе слоев, связываются со звёздчатыми и корзинчатыми клетками, а аксоны, идущие перпендикулярно границе, связываются с клетками Гольджи.
Аксон клетки Лугаро может иногда искривляться и проходить через зернистый слой, прежде чем завершать свой путь в молекулярном слое. Аксон проходит через зернистый слой в белое вещество, а затем оканчивается синаптическим контактом с корзинчатой или звёздчатой клеткой в молекулярном слое.
Также иногда аксон клетки Лугаро оканчивается на клетке Гольджи в зернистом слое, не достигая наружного слоя, в таком случае мишенью аксона является клетка Гольджи. По Дьёдонне, клетки Лугаро отправляют значимое количество сигналов к клеткам Гольджи, и одна клетка Лугаро может иметь связи со 100 этими клетками.